# Campionato europeo dei piccoli stati maschile di pallavolo 2017
Il campionato europeo dei piccoli stati maschile di pallavolo 2017 si è svolto dal 12 al 14 maggio 2017 a Reykjavík, in Islanda: al torneo hanno partecipato quattro squadre nazionali europee di stati con meno di un milione di abitanti e la vittoria finale è andata per la seconda volta consecutiva al Lussemburgo.

## Qualificazioni
Al torneo hanno partecipato: la nazionale del paese ospitante e tre nazionali provenienti dai gironi di qualificazione.

## Impianti
|                                                                       |  |  |
| Ísland - Frakkland Laugardalshöll, 16. & 17. apríl 2010 (4539188772)  |  |  |
| Laugardalshöll Città: Reykjavík Capienza: 5 500 Anno d'apertura: 1965 |  |  |

## Regolamento

### Formula
Le squadre hanno disputato un'unica fase con formula del girone all'italiana.

### Criteri di classifica
Se il risultato finale è stato di 3-0 o 3-1 sono stati assegnati 3 punti alla squadra vincente e 0 a quella sconfitta, se il risultato finale è stato di 3-2 sono stati assegnati 2 punti alla squadra vincente e 1 a quella sconfitta.
L'ordine del posizionamento in classifica è stato definito in base a:
- Numero di partite vinte;
- Punti;
- Ratio dei set vinti/persi;
- Ratio dei punti realizzati/subiti;
- Risultati degli scontri diretti.

## Squadre partecipanti
| Squadra          | Qualificazione                            | Ultima partecipazione |
| ---------------- | ----------------------------------------- | --------------------- |
| Cipro            | 1ª al torneo di qualificazione (girone B) | Lussemburgo 2015      |
| Irlanda del Nord | 2ª al torneo di qualificazione (girone A) | Cipro 2009            |
| Islanda          | Paese organizzatore                       | Andorra 2011          |
| Lussemburgo      | 1ª al torneo di qualificazione (girone A) | Lussemburgo 2015      |

## Torneo

### Risultati
| 12 maggio 2017 Laugardalshöll, Reykjavík Durata: 1h:06 - Spettatori: 50  | Irlanda del Nord | 0 - 3 | Cipro            | 15-25, 15-25, 13-25        |
| 12 maggio 2017 Laugardalshöll, Reykjavík Durata: 1h:46 - Spettatori: 200 | Islanda          | 1 - 3 | Lussemburgo      | 15-25, 19-25, 25-22, 12-25 |
| 13 maggio 2017 Laugardalshöll, Reykjavík Durata: 1h:26 - Spettatori: 50  | Cipro            | 0 - 3 | Lussemburgo      | 17-25, 31-33, 17-25        |
| 13 maggio 2017 Laugardalshöll, Reykjavík Durata: 1h:13 - Spettatori: 150 | Irlanda del Nord | 0 - 3 | Islanda          | 20-25, 18-25, 9-25         |
| 14 maggio 2017 Laugardalshöll, Reykjavík Durata: 1h:06 - Spettatori: 50  | Lussemburgo      | 3 - 0 | Irlanda del Nord | 25-21, 25-14, 25-14        |
| 14 maggio 2017 Laugardalshöll, Reykjavík Durata: 1h:45 - Spettatori: 250 | Cipro            | 3 - 1 | Islanda          | 25-22, 25-16, 25-27, 25-11 |

### Classifica
| Pos | Squadra          | Pt | G | V | P | SV | SP | Ratio | PF  | PS  | Ratio |
| --- | ---------------- | -- | - | - | - | -- | -- | ----- | --- | --- | ----- |
| 1   | Lussemburgo      | 9  | 3 | 3 | 0 | 9  | 1  | 9.000 | 255 | 185 | 1.378 |
| 2   | Cipro            | 6  | 3 | 2 | 1 | 6  | 4  | 1.500 | 240 | 202 | 1.188 |
| 3   | Islanda          | 3  | 3 | 1 | 2 | 5  | 6  | 0.833 | 222 | 244 | 0.909 |
| 4   | Irlanda del Nord | 0  | 3 | 0 | 3 | 0  | 9  | 0.000 | 139 | 225 | 0.617 |

## Podio

### Campione
Formazione: 1 Dominik Husi, 2 Olivier de Castro, 3 Mateja Gajin, 4 Kamil Rychlicki, 5 Arnaud Maroldt, 6 Gilles Braas, 7 Jan Lux, 9 Steve Weber, 10 Juan Pablo Stutz, 11 Tim Laevaert, 13 Yannick Erpelging, 14 Chris Zuidberg, 17 Max Funk, 20 Ben Angelsberg, CT: Dieter Scholl

### Secondo posto
Formazione: 1 Achilleas Petrakidis, 4 Konstantinos Petrou, 5 Antonis Christofi, 6 Dimitris Apostolou, 7 Gabriel Georgiou, 8 Konstantinos Pafitis, 9 Vladimir Knežević, 11 Christos Papadopoulos, 12 Aggelos Alexiou, 14 Antonis Antoniou, 17 Kyriakos Adamou, 18 Andreas Chrysostomou, CT: Dimitre Letchev

### Terzo posto
Formazione: 1 Andreas Halldórsson, 2 Kjartan Grétarsson, 3 Lúðvík Matthíasson, 4 Kristján Valdimarsson, 5 Stefán Þorsteinsson, 7 Theódór Þorvaldsson, 8 Hafsteinn Valdimarsson, 10 Felix Gíslason, 11 Róbert Hlöðversson, 12 Máni Matthíasson, 13 Benedikt Tryggvason, 14 Ævarr Birgisson, 16 Magnús Kristjánsson, 20 Arnar Björnsson, CT: Rogerio Ponticelli

## Classifica finale
| Pos | Squadra          |
| --- | ---------------- |
|     | Lussemburgo      |
|     | Cipro            |
|     | Islanda          |
| 4   | Irlanda del Nord |

## Premi individuali
| Premio                | Nome                  | Squadra     |
| --------------------- | --------------------- | ----------- |
| MVP                   | Chris Zuidberg        | Lussemburgo |
| Miglior palleggiatore | Gilles Braas          | Lussemburgo |
| Miglior opposto       | Arnaud Maroldt        | Lussemburgo |
| Miglior schiacciatore | Kamil Rychlicki       | Lussemburgo |
| Miglior schiacciatore | Vladimir Knežević     | Cipro       |
| Miglior centrale      | Aggelos Alexiou       | Cipro       |
| Miglior centrale      | Kristján Valdimarsson | Islanda     |
| Miglior libero        | Antonis Antoniou      | Cipro       |